# Айонія (Мічиган)
Айо́нія (англ. Ionia) — місто (англ. city) в США, окружний центр округу Айонія. Згідно з переписом 2010 року, у місті проживало 11 394 особи.
Згідно з даними Статистичного бюро, площа міста — 14,19 км², з яких 13,86 км² — суша і 0,34 км² — вода.

## Географія
Айонія розташована за координатами 42°58′37″ пн. ш. 85°4′29″ зх. д. / 42.97694° пн. ш. 85.07472° зх. д. (42.976821, -85.074633).  За даними Бюро перепису населення США в 2010 році місто мало площу 14,18 км², з яких 13,85 км² — суходіл та 0,34 км² — водойми.

## Демографія
Згідно з переписом 2010 року, у місті мешкали 11 394 особи в 2428 домогосподарствах у складі 1520 родин. Густота населення становила 803 особи/км².  Було 2775 помешкань (196/км²).
Расовий склад населення:
| - 70,9 % — білих - 25,0 % — чорних або афроамериканців - 0,7 % — корінних американців - 0,4 % — азіатів - 1,6 % — осіб інших рас |

До двох чи більше рас належало 1,4 %. Частка іспаномовних становила 7,7 % від усіх жителів.
За віковим діапазоном населення розподілялося таким чином: 15,7 % — особи молодші 18 років, 77,9 % — особи у віці 18—64 років, 6,4 % — особи у віці 65 років та старші. Медіана віку мешканця становила 32,3 року. На 100 осіб жіночої статі у місті припадало 246,1 чоловіків;  на 100 жінок у віці від 18 років та старших — 299,3 чоловіків також старших 18 років.
Середній дохід на одне домашнє господарство  становив 43 356 доларів США (медіана — 34 653), а середній дохід на одну сім'ю — 44 133 долари (медіана — 32 470). Медіана доходів становила 28 409 доларів для чоловіків та 31 853 долари для жінок. За межею бідності перебувало 29,5 % осіб, у тому числі 38,5 % дітей у віці до 18 років та 11,3 % осіб у віці 65 років та старших.
Цивільне працевлаштоване населення становило 2885 осіб. Основні галузі зайнятості: освіта, охорона здоров'я та соціальна допомога — 23,1 %, виробництво — 20,2 %, роздрібна торгівля — 15,6 %.

## Галерея

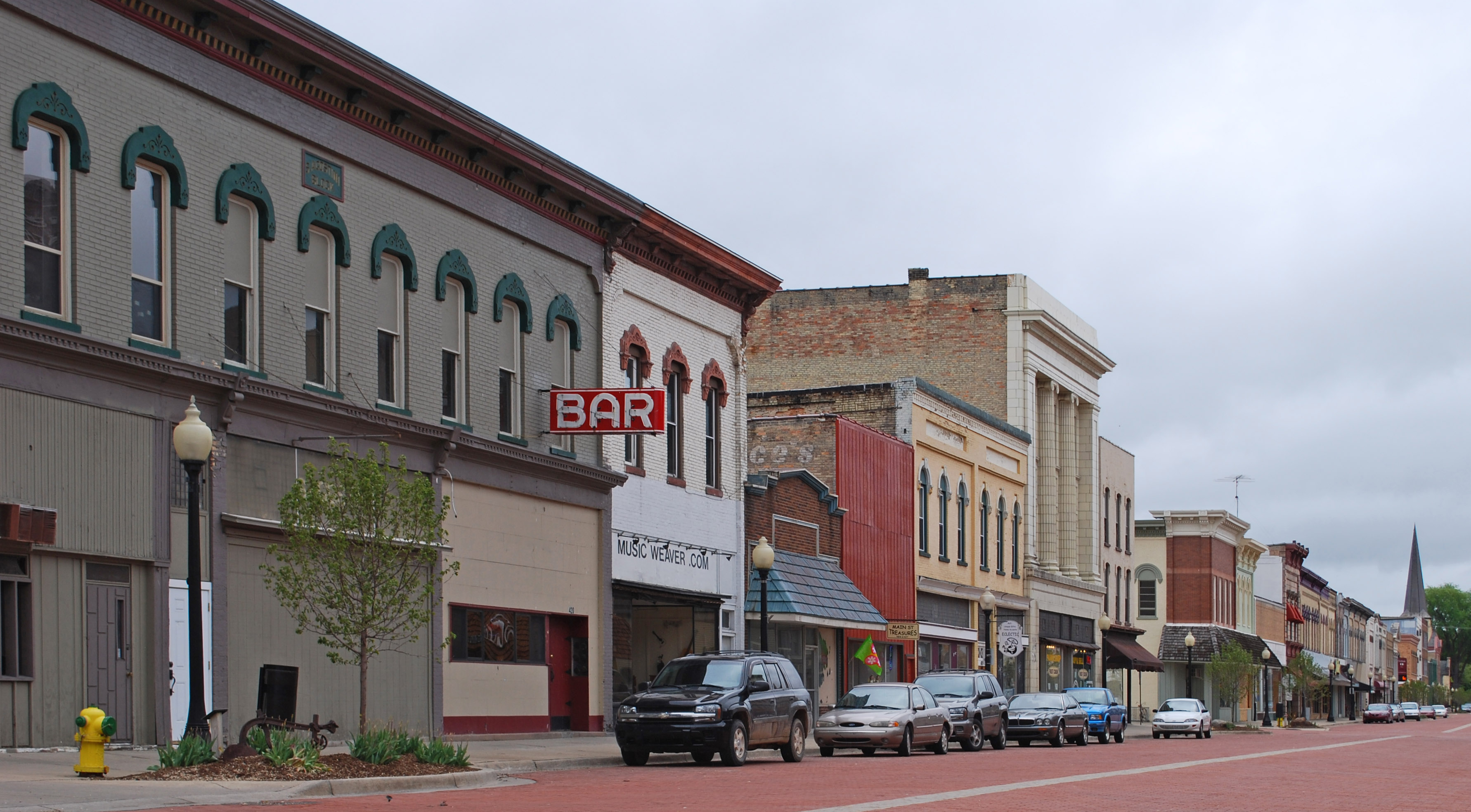
Історичний комерційний район